# Lars Spieß
Lars Spieß (* 31. August 1994 in Lörrach) ist ein deutscher Handballtrainer und ehemaliger Handballspieler. Er ist 1,91 m groß und wiegt 96 kg.

## Leben
Spieß begann seine Karriere bei dem TV Brombach, wo er von den Minis bis zur C-Jugend spielte. Im Jahr 2007 wechselte er in das HBLZ Großwallstadt, wo er 2011 mit der B-Jugend deutscher Meister wurde. Ab 2012 spielte er ebenso für den TSV Lohr in der Bayernliga. Im Jahr 2013 wechselte der Rückraumspieler zu dem Zweitligisten DJK Rimpar. In der Saison 2016/17 kehrte Lars Spieß zum TV Großwallstadt zurück. Sein Zwillingsbruder Tom Spieß ist ebenfalls Handballspieler. Zeitweise spielten sie gleichzeitig beim TV Großwallstadt.
Im Sommer 2021 wechselte er zum Drittligisten MSG Groß-Bieberau/Modau. In der Saison 2022/23 lief er für die HSG Rodgau Nieder-Roden auf. Ab Januar 2023 übernahm er das Traineramt der A-Junioren der HSG Rodgau Nieder-Roden. Seit der Saison 2025/26 ist er als Co-Trainer bei seinem ehemaligen Verein TV Großwallstadt tätig.